# Antonin Gadal
Antonin Gadal (Tarascon-sur-Ariège, 1877. március 15. – Ornolac-Ussat-les-Bains, 1962. június 15.) francia történész, író és misztikus, aki életét a dél-franciaországi katharok spiritualitása, hite és elképzelései kutatásának, illetve tanulmányozásának szentelte.

## Élete

### Gyermekkor
Gadal a Pireneusokban, Sabartez festői vidékén fekvő Tarasconban, Ariège megyében született. A település az Egyház által eretneknek bélyegzett gnosztikus keresztény katharok (más néven: "albigensek") egyik központja volt, csakúgy, mint a nem messze lévő Montségur, illetve annak vára. Szintén a közelben van Montaillou falu, melyben – Emmanuel Le Roy Ladurie kutatásai szerint – egészen a XIV. századig működött titokban kathar közösség.
A tarasconi helytörténetíró Adolphe Garrigou (1802–1893) háza mellett nőtt fel, aki a katharok történelmére szakosodott. Garrigou – akit a régióban gyakran csak "Sabartez véne"-ként emlegettek – szárnyai alá vette a gyermek Gadalt, akiben rokonlelket fedezett fel. Átadta Gadalnak azt a szemléletet, melyről meg volt győződve, miszerint a katharok történelmét meghamisították. Munkálkodásának az volt a célja, hogy újra ismertté tegye az igazságot a katharok keresztény hitéről és vértanúságáról. Gadal Garrigout spirituális atyjának tekintette, aki beavatta a "katarizmus" titkaiba és elültette benne a szenvedélyt a kathar barlangok, illetve romok felkutatására.

### Kutatási tevékenységek
Felnőttként, Gadal tanárként dolgozott, de a katharok iránti lelkesedésétől hajtva régészeti kutatásokat is végzett a változatos és nehéz történelmű vidéken. Alkalma nyílt felderíteni a Pireneusok barlangjait, melyekről úgy tartotta, hogy a katharok ima- és menedékhelyei voltak üldöztetésük idején. Idegenvezetőként tevékenykedett Ornolac-Ussat-les-Bains turista hivatalában. Habár óvták tőle, de végül valószínűsíthetően Gadal vezette el Otto Rahn középkor- és árja-kutatót a kathar barlangokhoz, aki a német SS-nek dolgozott és a Szent Grált kutatta a vidéken.
Történelmi és gnoszticizmust érintő kutatásai támogatói számára megalapította "A Szent Grál és a Katharok Testvériségét", mint kutatók körét.

### Kapcsolat a Lectoriummal
1954-ben a holland Jan van Rijckenborgh és Henriette Stok-Huizer kereste meg Gadalt a Lectorium Rosicrucianum részéről. Az idős Gadal a gnosztikus munkája folytatóit látta meg látogatóiban, akiknek átadhatja spirituális örökségét.
Gadal Henriette-ben a középkori Esclarmonde de Foix vélte felismerni, akit innentől kezdve a kathar (gnosztikus) áramlat képviselőjének tekintett és akinek ezoterikus álnevét, a Catharose de Petrit is ő adta. Gadal, saját magát a Grál-áramlat, míg Rijckenborgh-ot a rózsakeresztes szellemi áramlat képviselőjének tartotta. Találkozásukat az említett három szellemi áramlat újraegyesülésének tekintették, melynek emlékére később, Ussat településen emlékművet is emeltek "Galaad" néven, melyre a következőt vésték: "Grál, Katharok és Rózsakereszt – A Fény Hármas Szövetsége".
Antonin Gadal lett a Lectorium Rosicrucianum első franciaországi elnöke. A szervezet jelenleg ötévente emlékgyűlést rendez Ussatban, melynek során meglátogatják a barlangokat, Montségur várát és más kathar helyszíneket.

## Magyarul megjelent művei
- A katárok öröksége / A druidizmus; Magyarországi Lectorium Rosicrucianum Vallásközösség, Úny, 2006 ISBN 963-7420-42-8
- A Szent Grál útján. A régi katár misztériumok; Magyarországi Lectorium Rosicrucianum Vallásközösség, Úny, 2009 ISBN 978-963-7420-43-6
- Az egyetemes Gnózis diadala; Arany Rózsakereszt Vallásközössége, Úny, 2011

## Lásd még
- Antonin Gadal (spanyol nyelven). www.ecured.cu . (Hozzáférés: 2019. május 14.)
- Antonin Gadal (francia nyelven). www.gadal-catharisme.org . (Hozzáférés: 2019. május 14.)

## Fordítás
- Ez a szócikk részben vagy egészben  az   Antonin Gadal című angol Wikipédia-szócikk fordításán alapul.  Az eredeti cikk szerkesztőit annak laptörténete sorolja fel. Ez a jelzés csupán a megfogalmazás eredetét és a szerzői jogokat jelzi, nem szolgál a cikkben szereplő információk forrásmegjelöléseként.
- Ez a szócikk részben vagy egészben  az   Antonin Gadal című francia Wikipédia-szócikk fordításán alapul.  Az eredeti cikk szerkesztőit annak laptörténete sorolja fel. Ez a jelzés csupán a megfogalmazás eredetét és a szerzői jogokat jelzi, nem szolgál a cikkben szereplő információk forrásmegjelöléseként.